# Power Snooker
Power Snooker – nierankingowy, zaproszeniowy turniej snookerowy, rozgrywany od sezonu 2010/2011.

## Historia
Kiedy w grudniu 2009 roku Barry Hearn został wybrany na szefa Światowej Federacji Snookera, zapowiedział on, iż będzie próbował "odświeżyć" światowego snookera i przeprowadzić w tym celu szereg reform, które miały wejść w życie od sezonu 2010/2011.
Turniej Power Snooker został zaprezentowany Federacji przez Roda Gunnera w imieniu brytyjskiej stacji telewizyjnej ITV4 i w pełni poparty przez Hearna. Pozytywnie o tym turnieju wypowiedział się także sześciokrotny Mistrz świata, Ronnie O’Sullivan, który później został twarzą kampanii promocyjnej nowego turnieju: „Jestem w pełni przekonany, że Power Snooker jest przyszłością snookera”.
Pilotażowy turniej został rozegrany 30 października 2010 roku. Oprócz O’Sullivana wystąpił w nim mistrz świata, Neil Robertson, a także Ding Junhui, Mark Selby, Ali Carter, Luca Brecel i Jimmy White.

## Zasady gry

Ustawienie bil na stole w Power Snookerze

- Cały mecz trwa pół godziny. Wygrywa ten zawodnik, który zdobędzie w tym czasie więcej punktów, niezależnie od liczby rozegranych oraz wygranych i przegranych frame'ów.
- Czas na wykonanie uderzenia ograniczony jest do 20 sekund.
- Trójkąt 15 czerwonych został zastąpiony przez romb z 9 bil, ustawiany poniżej punktu bili różowej.
- Bila ze środka rombu czerwonych oznaczona jest logo Power Snooker i nazywana jest PowerBall. Jej wbicie powoduje rozpoczęcie odliczania 2 minut tzw. PowerPlay, w trakcie których każdy zdobyty punkt liczy się podwójnie.
- W przypadku zakończenia podejścia zawodnika do stołu, pozostały czas PowerPlay przechodzi na rywala.
- Przekroczenie czasu 20 sekund na uderzenie skutkuje przyznaniem 20 punktów rywalowi. Zawodnik będący przy stole pozostaje przy nim i jest zobowiązany do kontynuowania gry.
- Odliczanie czasu meczu rozpoczyna się w momencie rozbicia czerwonych. Czas jest zatrzymywany po wbiciu ostatniej czarnej i wznawiany po ustawieniu bil do rozpoczęcia kolejnego frame'u.
- Przy rozbiciu przynajmniej dwie czerwone muszą dotknąć bandy. Skutkiem niedotrzymania tej reguły jest oddanie stołu drugiemu zawodnikowi.
- Pole bazy, czyli obszar stołu między krótką bandą, a linią przechodzącą przez punkty bil zielonej, brązowej i żółtej, nosi nazwę PowerZone. Każdy punkt zdobyty po zagraniu białej z tego obszaru jest liczony podwójnie. Jeśli następuje to w trakcie PowerPlay, każdy punkt liczony jest razy cztery.
- Po faulu obowiązuje zasada „biała w ręce”. Zawodnik faulowany może ustawić białą bilę w dowolnym punkcie PowerZone (nie jak w klasycznym snookerze w „polu D”).

## Zwycięzcy turnieju
| Rok           | Zwycięzca         | II miejsce        | Wynik         | Miejsce rozgrywek | Sezon         |
| Power Snooker | Power Snooker     | Power Snooker     | Power Snooker | Power Snooker     | Power Snooker |
| ------------- | ----------------- | ----------------- | ------------- | ----------------- | ------------- |
| 2010          | Ronnie O’Sullivan | Ding Junhui       | 572–258       | Londyn            | 2010/11       |
| 2011          | Martin Gould      | Ronnie O’Sullivan | 286–258       | Manchester        | 2011/12       |

## Galeria

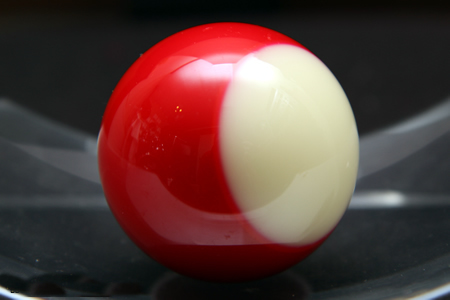
Bila PowerBall.